# Nicocles utahensis
Nicocles utahensis är en tvåvingeart som beskrevs av Banks 1920. Nicocles utahensis ingår i släktet Nicocles och familjen rovflugor. Inga underarter finns listade i Catalogue of Life.